# Kunbir confinis
Kunbir confinis là một loài bọ cánh cứng trong họ Cerambycidae.